# Final Cut Pro
Final Cut Pro X is een niet-lineair videobewerkingspakket om video mee te monteren. Het is beschikbaar voor macOS en iPadOS en wordt ontwikkeld door Apple. Sinds de introductie van het pakket is het bezig met een gestage opmars binnen de videobewerkingswereld, waar het de belangrijkste concurrent is van Avid. Final Cut Pro wordt ook wel de professionele versie van iMovie genoemd, ook ontwikkeld door Apple. Verwante merken zijn Motion en Compressor.

## Geschiedenis
Final Cut Pro is ontworpen door dezelfde groep die ook Adobe Premiere ontwierp. In eerste instantie was het een pakket van Macromedia, maar al snel werd het overgenomen door Apple.
Sinds versie 3.0 ondersteunt Final Cut Pro ook het zogenaamde HD-formaat. Een aantal omroepen maakt gebruik van het pakket maar ook een aantal Hollywood-films is in Final Cut Pro gemonteerd, waaronder Cold Mountain, Intolerable Cruelty en Ocean's Eleven.
Final Cut Pro was een onderdeel van Final Cut Studio 2. Dit pakket bevatte:
- Color om kleurcorrecties mee te maken.
- Motion om titels en andere 2D- of 3D-animaties mee te maken
- Compressor om je montage weg te schrijven naar een ander formaat (bijvoorbeeld voor dvd)
- Final Cut Pro de NLE
- Livetype om titels te maken
- Soundtrack Pro om audio na te bewerken. Met de content van Soundtrack Pro kan men tevens Apple Loops gebruiken.
- DVD Studio Pro om dvd's mee te maken

Op 21 juni 2011 hield Final Cut Studio op te bestaan. Op Motion en Compressor na werden alle programma’s uit de Studio immers gecombineerd tot Final Cut Pro. Motion en Compressor bleven apart beschikbaar. 